# Citymapper
Citymapper è un'app di trasporto pubblico. Integra i dati di vari servizi di trasporto pubblico, dal camminare, ad andare in bicicletta alla guida. Funziona con un'app mobile gratuita e un sito Web desktop, in concorrenza con Google Maps e Mappe di Apple.
Citymapper è nato nel 2011 a Londra, che definisce "la città di trasporto pubblico più storica e iconica del mondo". La sua seconda città è stata New York. A partire da maggio 2019, la società ha affermato di operare in 39 città e aree metropolitane.Il suo quartier generale si trova a Londra, nella South Bank, vicino al Municipio, dove ha sede la Greater London Authority (che ha la responsabilità dei trasporti per Londra). Citymapper è stata fondata da Azmat Yusuf, un ex dipendente di Google, che ricopre anche il ruolo di CEO di Citymapper.

## Altri servizi
Nel settembre 2017, Citymapper ha lanciato un servizio di autobus notturno nell'East End di Londra. Il servizio, chiamato Smart Ride, utilizza furgoni per otto passeggeri, in quanto l'autorità di transito di Londra, Transport for London, non consente a Citymapper di gestire autobus di dimensioni standard.

## Copertura
Citymapper copre per l'Europa: Londra, Manchester, Birmingham, Parigi, Lione, Berlino, Amburgo, Bruxelles, Amsterdam, Madrid, Barcellona, Milano, Roma, Genova, Napoli, Torino, Firenze, Bologna, Venezia, Lisbona, Copenaghen, Stoccolma, Mosca, San Pietroburgo. Negli USA e nel Canada: New York, Bay Area di San Francisco, Los Angeles, Washington DC, Baltimora, Seattle, Chicago, Boston, Filadelfia, Toronto, Vancouver, Montréal. In Asia: Singapore, Hong Kong, Seul, Tokyo. In AUSTRALIA: Sydney, Melbourne. In America latina: Città del Messico, San Paolo.